# Thiện Nghiệp
Thiện Nghiệp là một xã thuộc thành phố Phan Thiết, tỉnh Bình Thuận, Việt Nam.
Xã Thiện Nghiệp có diện tích 74,04 km², dân số năm 2001 là 5.297 người, mật độ dân số đạt 72 người/km².